# Donna McKechnie
Donna McKechnie (Pontiac, 16 de novembro de 1940) é uma atriz, dançarina, cantora e coreógrafa norte-americana, mais conhecida por seus trabalhos na Broadway. Sua associação profissional com o diretor teatral e coreógrafo Michael Bennett, lhe deu o papel pelo qual é mais conhecida até hoje, "Cassie", no elenco original do musical A Chorus Line, de 1975, pelo qual ela conquistou o Tony de melhor atriz, o maior prêmio do teatro americano.

## Biografia
Nascida no estado de Michigan, sua primeira influência artística foi o filme britânico sobre balé Os Sapatinhos Vermelhos (1948), que a levou a querer ser uma bailarina profissional. Aos 17 anos, mudou-se para Nova York apesar da oposição dos pais, e apesar de rejeitada numa seleção para o American Ballet Theatre, conseguiu emprego no corpo de dança do Radio City Music Hall, mas deixou o emprego no dia do ensaio geral para fazer uma temporada de verão de uma peça no Carousel Theatre em Massachusetts. Depois de fazer comerciais  de meia-calça para a televisão por causa das pernas, ela passou a integrar o elenco de uma turnê nacional do musical West Side Story, em 1961. No mesmo ano fez sua estréia na Broadway, onde conheceu o coreógrafo e diretor de musicais Bob Fosse. Uma temporada integrando a produção de A Funny Thing Happened on the Way to the Forum e a participação como uma das dançarinas numa série musical na NBC a colocou em contato com o coreógrafo, autor e diretor Michael Bennett, que mudaria sua vida e sua carreira.
McKechnie fez seu primeiro trabalho com Bennett no musical Promises, Promises, de Burt Bacharach e Hal David, coreografado por Bennett, onde começou a chamar a atenção da crítica especializada e do público, depois de dançar um dos principais números, Turkey Lurkey Time. Bennett escalou Donna novamente no musical Company, de Stephen Sondheim, onde depois de algumas apresentações ela deixou o elenco da Broadway para seguir na turnê do musical por Los Angeles e Londres.

### A Chorus Line
Em 1974, Donna fez parte do grupo de trabalho de Bennett, que reuniu diversos dançarinos da Broadway para uma série de reuniões gravadas, numa espécie de terapia conjunta, onde todos falavam de suas vidas e experiências como dançarinos. As reuniões tornaram-se a base do que viria a ser o maior fenômeno de bilheteria e crítica da história da Broadway, o musical A Chorus Line e tornariam Donna uma estrela dos palcos.
Nele, ela fez o papel de "Cassie", o principal do musical, uma personagem baseada em grande parte nela mesma. Donna dança o terceiro número da peça, criado por ela e por Bennett e hoje famoso, The Music and the Mirror, em que as seções vocais foram adaptadas a seu incomum alcance de voz. Inicialmente, Donna faria o número com mais quatro dançarinos homens, mas após algumas apresentações teste antes da estréia, Bennett mudou o número para que ela fizesse a dança e a cena sozinha. Sua performance solo lhe valeu o Tony Award de melhor atriz de musical de 1976, além do prestigiado Drama Desk Award, e transformou-a numa estrela nacional, saindo na capa da revista Newsweek. Outro papel da peça, "Maggie", também foi em parte baseado em sua vida.
Donna McKechnie casou-se com Michael Bennett em 1976 mas o casamento durou apenas alguns meses terminando em divórcio, mas os dois permaneceram bons amigos até a morte dele em 1987, por contaminação com o vírus da AIDS.
Em 1980 ela foi diagnosticada com artrite e recebeu a notícia de que não poderia mais dançar. Donna então procurou diversos tratamentos físicos, holísticos e psicológicos, conseguindo ficar apta novamente para a dança e suficientemente recuperada para voltar ao elenco de A Chorus Line em 1986. Em 1983 ela já havia participado de uma apresentação especial, na noite em que ele quebrou o recorde de longevidade na Broadway, onde dezenas de artistas que haviam trabalhado nele através dos anos foram convidados a dançar juntos. Donna dançou A Music and the Mirror com mais cinco "Cassies" que a haviam substituído nos, até ali, oito anos do musical em cartaz.

## Vida posterior
A fama conseguida em A Chorus Line fez de Donna uma personalidade convidada para papéis em diversas peças e seriados de tv, incluindo um papel em Fama, baseada no filme homônimo.
Nos anos 90, ela apareceu em diversos papéis especiais em peças off-Broadway. Em 1996 recebeu o prêmio Fred Astaire de Melhor Dançarina por sua atuação no musical State Fair, de Oscar Hammerstein II e Richard Rodgers. Fez também o papel principal de The Goodbye Girl, que deu a Marsha Mason o Oscar de melhor atriz na versão cinematográfica. Nos anos posteriores continuou estrelando alguns musicais, mas nenhum deles com a mesma fama e popularidade alcançada por A Chorus Line, que lhe marcou a vida e a carreira. Nos últimos anos, ela tem feito turnês nacionais nos Estados Unidos com um show-solo, chamado Inside the Music, onde, dirigida por seu colega de elenco original de Chorus Thommie Walsh, monologa, dança, canta e conta piadas e histórias sobre sua vida de dançarina e sua luta bem sucedida contra a artrite.
Em 2006, ela lançou sua autobiografia, Time Steps: My Musical Comedy Life, semanas antes da estréia da remontagem oficial de A Chorus Line na Broadway. Atualmente, ela faz parte  do grupo de professores do HB Studio, uma renomada escola no ensino de artes cênicas em Nova York, por onde passaram artistas como Anne Bancroft, Jeff Bridges, Al Pacino, Robert de Niro, Bette Midler, Sarah Jessica Parker, entre outros.